# Naiman
I Naiman (in mongolo ᠨᠠᠶᠢᠮᠠᠨ; in kirghiso e in kazako Найман?, نايمان) o Najman sono stati un gruppo etnico e una tribù del periodo medievale, nativi dei territori compresi all'interno dell'odierna Mongolia occidentale (presumibilmente durante il Khaganato uiguro). Fanno parte delle 92 tribù degli uzbechi, dei moderni mongoli e del jüz intermedio dei kazaki.

## Tra i mongoli
Gli odierni Naiman rappresentano oggi uno dei gruppi etnici della bandiera di Naiman nella regione cinese della Mongolia Interna. Il clan Naiman ha cambiato a sua volta nome al clan stesso, mescolandosi con altre tribù della Mongolia.

## Tra le popolazioni turche

### Kazaki
Più di 400 000 persone della popolazione kazaka sono Najman. In origine provenivano dal Kazakistan orientale. Alcuni Najman si distinguono dalle etnie dei Chirghisi e degli Uzbechi.

## Hazara
Esiste una tribù di Hazara di origine Naiman. In Afghanistan risiedono principalmente nel distretto di Shekh Ali, nella provincia di Parvan.

## Religione
All'epoca in cui fu conquistata da Gengis Khan, la maggioranza dei Najman era cristiana nestoriana. Rimase tale anche dopo la conquista mongola e costituì la seconda ondata di cristiani ad entrare in Cina al seguito di Kublai Khan.